# 谷津バラ園

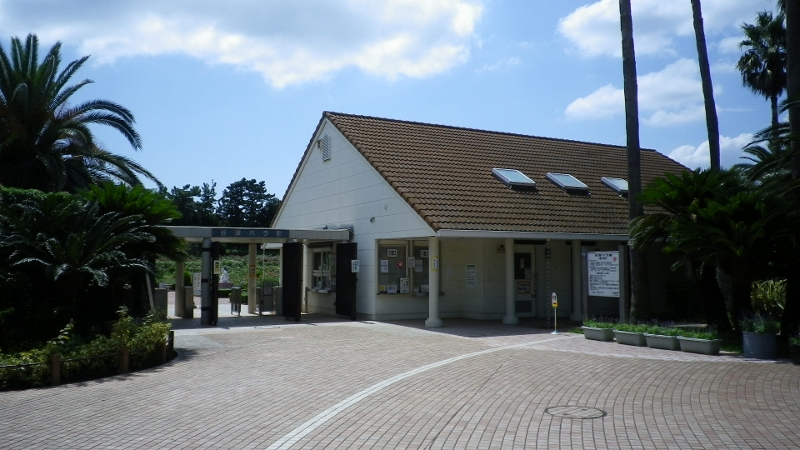
谷津バラ園の入園ゲート（2011年8月）

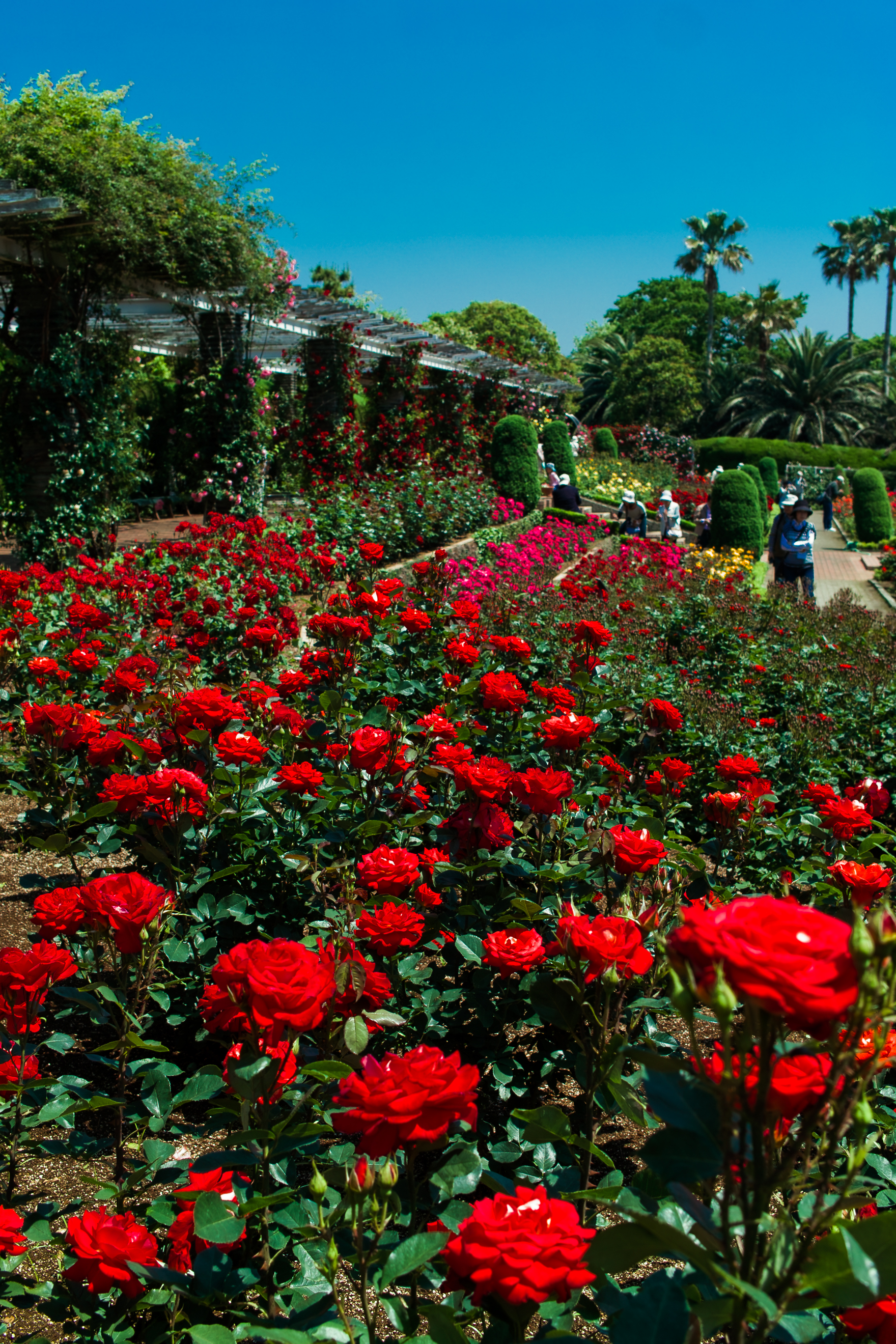
谷津バラ園のバラ（2012年5月）

谷津バラ園（やつバラえん）は、千葉県習志野市にある市営のバラ園（植物園）。正式名称は習志野市 谷津バラ園（ならしのし やつバラえん）。前身は谷津遊園バラ園で、谷津干潟に隣接する。

## 概要
約12,600平方メートルの敷地内には、800種・7,500株のバラが噴水を中心に整然と咲き、植栽されているバラは名花・名品種と呼ばれるものや、原種及び歴史的にも優れた価値を持つ品種が多くある。5月中旬から6月下旬頃と10月中旬から11月中旬頃が見頃であり、バラの開花時期には多くの人が訪れる。
毎年6月15日の千葉県民の日には、習志野市立のスポーツ施設とともに、谷津バラ園も無料開放される。
なお、谷津遊園の閉園後、京成電鉄の遊園地事業は三井不動産と共同出資しているオリエンタルランドが引き続いでおり、谷津バラ園や京成バラ園の管理運営など園芸・造園事業は、京成電鉄の子会社である京成バラ園芸（千葉県八千代市）が引き継いでいる。

## 歴史
1957年（昭和32年）5月27日に京成電鉄の谷津遊園バラ園として開園、翌1958年（昭和33年）年には施設拡充を経て、当時は東洋一と謳われる大バラ園が完成。1965年（昭和40年）には京葉道路開通工事に伴い現在地へ移転した。またバラの品種拡充も行われ、世界各国の品種を集めて最盛期には1,200種類余を栽培するとともに、園内の一隅には「日本バラ会」の試作場も設置されていた。
1982年（昭和57年）12月の谷津遊園閉園によりバラ園も閉鎖されたが、谷津遊園の跡地に住宅・都市整備公団（現：都市再生機構）の団地「谷津パークタウン」が建設され、その際に市民からの要望を受け、習志野市の都市公園として谷津バラ園が復元されることが決定、1988年（昭和63年）5月より市立「習志野市 谷津バラ園」となった。谷津バラ園の復元に際しては、谷津遊園時代のバラ園の意匠を活かしつつ、洋風庭園の中に和風庭園コーナーを設けたり、水路や彫刻を配置してバラの花期以外にも都市公園として楽しめるよう美観を刷新する、車椅子用スロープの設置などバリアフリー対応を行うなどのリニューアル工事を実施した。
2011年（平成23年）8月2日には、谷津バラ園のバラの花を頭に乗せたゆるキャラ「やっぴー」が誕生した。
2025年（令和7年）5月には「習志野市 谷津バラ園」として開園以来、累計入場者数が250万人を突破した。

## 「読売巨人軍発祥の地」の碑

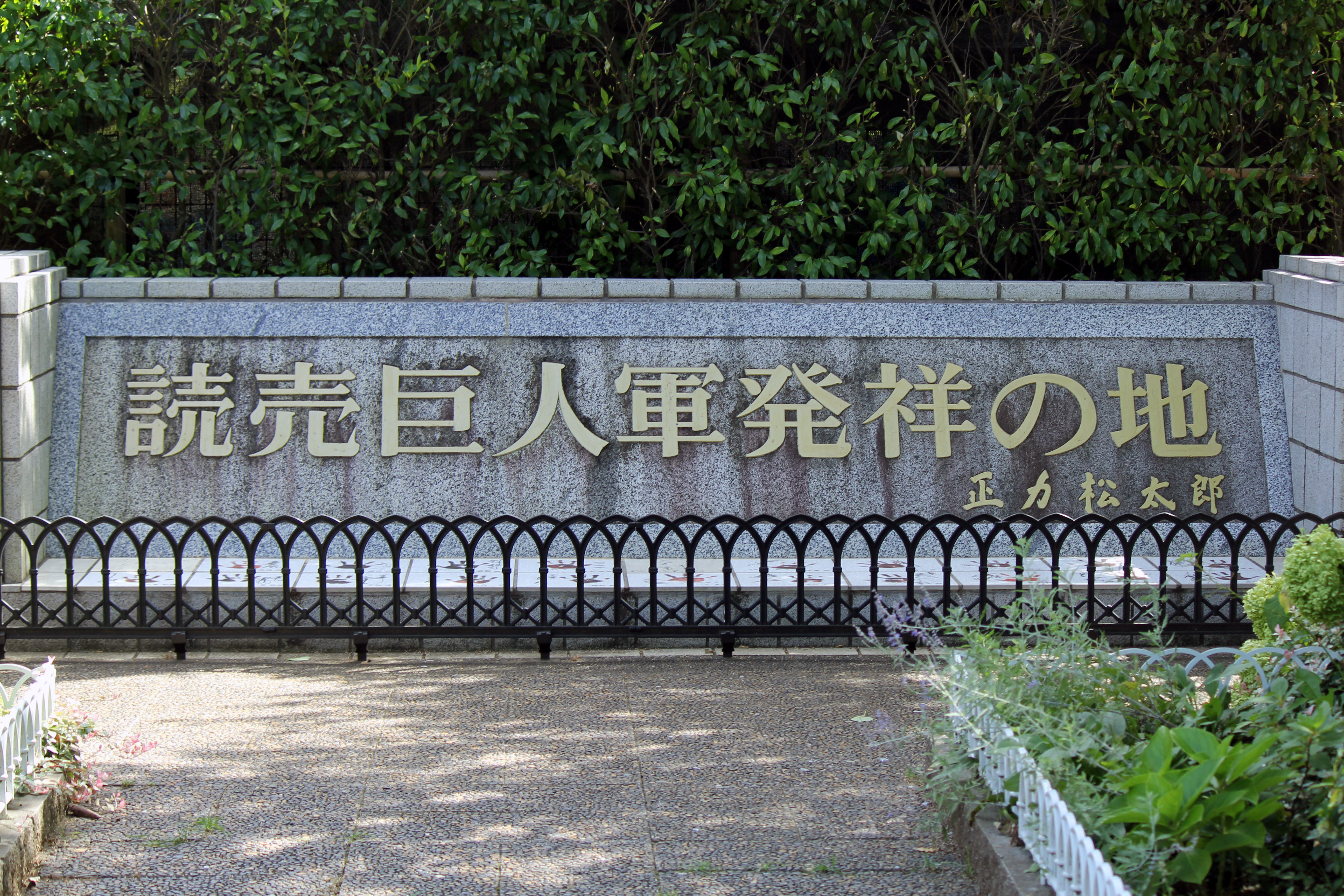
「読売巨人軍発祥の地」の碑（2016年7月）

1934年に来日したアメリカ選抜チームと対抗するため結成された、東京六大学出身者を中心とした全日本チームがここで練習し、そのチームがのちの東京巨人軍（現・読売ジャイアンツ）になった経緯から、バラ園入口の脇には「読売巨人軍発祥の地」の碑がある。

## 交通アクセス
谷津バラ園の公式ウェブサイトでは「ご来園には公共交通機関をご利用ください。」「お車での来園はなるべくご遠慮ください。」として、自家用車での来園を推奨していない。
鉄道
- 京成本線谷津駅より徒歩7分[10]

路線バス
- JR総武本線（総武快速線、中央・総武緩行線） 津田沼駅南口より
  - 京成バス「谷津干潟」行き、「谷津南小学校」停留所下車、徒歩3分[10]

## 周辺施設
- 谷津パークタウン - 谷津遊園の跡地に建設された都市再生機構の大規模団地[5][6][7]。谷津バラ園に隣接する。
- 谷津干潟（谷津干潟公園）
- ららぽーとTOKYO-BAY
- ビビット南船橋
- イケア船橋本店
- 船橋競馬場